# Dieter Koulmann
Dieter Koulmann (Blumberg, 1939. december 4. – 1979. július 26.) német labdarúgó.

## Pályafutása
Pályafutását a TuS Blumbergben kezdte 1958-ban, ahol 1961-ig játszott. 1961-től 1962-ig az SC Schwenningenben játszott. 1963-tól 1968-ig a Bayern Münchenben játszott, ahol két alkalommal nyugatnémet kupát és egy alkalommal Kupagyőztesek Európa-kupáját nyert. Az 1968–1969-es szezonban a Kickers Offenbach, az 1969–1970-es szezonban az MSV Duisburg játékosa volt. A labdarúgástól 1970-ben vonult vissza.

## Sikerei, díjai
Bayern München
- Nyugatnémet kupa (DFB Pokal)
  - győztes: 1966, 1967
- Kupagyőztesek Európa-kupája
  - győztes: 1967